# Schizomitrium microcarpum
Schizomitrium microcarpum là một loài Rêu trong họ Hookeriaceae. Loài này được (Ångström) O. Yano mô tả khoa học đầu tiên năm 1989.